# بهداری ضدمیکروبی
بهداری ضدمیکروبی (به انگلیسی: Antimicrobial stewardship)، عبارت است از تلاش سیستماتیک برای آموزش و متقاعد کردن تجویزکنندگان داروهای ضد میکروبی برای پیروی از تجویز مبتنی بر شواهد، به منظور جلوگیری از مصرف بیش از حد آنتی‌بیوتیک، و در نتیجه مقاومت ضد میکروبی. بهداری ضدمیکروبی از اواخر دهه ۱۹۹۰ یک تلاش سازمان‌یافته متخصصان بیماری‌های عفونی، هم در پزشکی داخلی و هم در اطفال با سازمان‌های همتای مربوطه، داروسازان بیمارستانی، جامعه بهداشت عمومی و سازمان‌های حرفه‌ای آنها بوده‌است. ابتدا در بیمارستان‌ها اجرا شد. در ایالات متحده، در چارچوب آزادی تجویز پزشکان (انتخاب داروهای تجویزی)، بهداری ضدمیکروبی تا سال ۲۰۱۷ که کمیسیون مشترک تجویز کرد، عمدتاً خودتنظیمی داوطلبانه در قالب سیاست‌ها و درخواست‌ها برای پایبندی به خودانضباطی تجویزی بود. بیمارستان‌ها باید یک تیم بهداری ضدمیکروبی داشته باشند که در سال ۲۰۲۰ به بخش سرپایی گسترش یافت.
از سال ۲۰۱۹، کالیفرنیا و میسوری برنامه‌های AMS را طبق قانون اجباری کرده‌اند.
تعریف سال ۲۰۰۷ توسط انجمن اپیدمی‌شناسی مراقبت‌های بهداشتی آمریکا (SHEA) بهداری ضدمیکروبی را به عنوان "مجموعه‌ای از راهبردهای هماهنگ برای بهبود استفاده از داروهای ضدمیکروبی با هدف:
- ارتقای برونداد سلامت بیمار
- کاهش مقاومت ضدمیکروبی
- کاهش هزینه‌های نالازم.